# Hans Ramberg
Hans Ramberg (* 15. März 1917 in Trondheim; † 7. Juni 1998 in Uppsala, Schweden) war ein in Norwegen geborener Geologe und Mineraloge. Das Mineral Rambergit wurde nach ihm benannt. Er war ein Pionier in der Simulation tektonischer Prozesse mit einer Zentrifuge.

## Leben und Karriere
Ramberg studierte an der Universität Oslo Geologie, dort erhielt er im Jahre 1946 auch seinen Doktortitel. Ramberg arbeitete an der Universität Chicago (1948–1961), im Geophysikalischen Labor des Carnegie Institution for Science (1952–1955), an der Universidade Federal de Ouro Preto (1960–1961) und für den Rest seiner wissenschaftlichen Laufbahn an der Universität Uppsala (1961–1982).

### Auszeichnungen
1967 wurde er Mitglied der Schwedischen Akademie der Wissenschaften, 1969 erhielt er die Celsius-Medaille und 1972 die Wollaston-Medaille. Weiterhin wurde Ramberg 1976 mit der Arthur L. Day Medal durch die GSA und 1983 mit der Arthur Holmes Medaille durch die EGU ausgezeichnet.

## Schriften
- Natural and experimental boudinage and pinch-and-swell structures, Journal of Geology, 63, 512–526, 1955.
- Model experimentation of the effect of gravity on tectonic processes, The Geophysical Journal of the Royal Astronomical Society, 14, 307–329, 1967.
- Model studies in relation to intrusion of plutonic bodies, in: Mechanism of igneous intrusion, Hrsg. G. Newall, and N. Rast, S. 261–286, 1970.
- Gravity, deformation and the Earth’s crust, Academic Press, London, 1981.